# Saló del Còmic de València
El Saló del Còmic de València és una trobada anual sobre còmic i entreteniment en general que té lloc a la Fira de València des del 2018.

## Cronologia
La primera edició tingué lloc, amb el nom de Heroes Comic Con València, al febrer del 2018, amb una assistència xifrada en vint-i-tres mil visitants: el dibuixant valentí Xavier Mariscal feu el cartell, amb el gat Pumby de protagoniste, i els primers Premis José Sanchis Grau per a Arde Cuba (millor novel·la gràfica), Cinco relatos apasionados (llibre il·lustrat), El Torres (millor autor), Ertito Montana (futur talent), Shi de Zidrou & Homs (millor obra i autors europeus), Luces nocturnas (àlbum infantil) i Sento Llobell (a la trajectòria), a més d'un premi de la Fundación Divina Pastora de caràcter social al còmic L'horta és vida, no a la ZAL; entre els autors convidats estigueren Howard Chaykin, Paco Roca, Aimée de Jongh, Natacha Bustos, Jaime Martín, Reinhard Kleist, Carmen Carnero, Emile Bravo, Gail Simone, Yanick Paquette, Cristina Durán, David Rubin, Loulogio, Chris Sprouse, Rubén Pellejero, Thierry Smolderen, Ana Oncina, Hermann, Brian Stelfreeze, Manel Gimeno, Mike Norton, Carlos Maiques, Gerard Miquel i Bartolomé Seguí, encara que l'atractiu principal de l'esdeveniment era la participació de l'actor Gaten Matarazzo, de la sèrie Strange Things.
La segona Heroes Comic Con comptà amb vint-i-tres mil cinc-cents assistents, i la participació dels autors Jon Bogdanove, Scott Kolins o Mike Zeck, i l'actriu de la sèrie Joc de trons Lena Headey com a reclam principal.
Després de la venda de la marca Comic Con per part de l'empresa que la gestionava, l'entitat Fira València decidí assumir l'organització de l'esdeveniment, en conveni amb la càtedra de còmic de la Universitat de València dirigida pel crític Álvaro Pons: al juliol del 2019 anunciaren l'acord i l'elecció de l'autor per al cartell del 2020, el murcià Salva Espín, llicenciat a València i dibuixant de l'antiheroi de Marvel Comics Deadpool.
Al novembre, Fira València presentà el cartell d'Espín i les dates de celebració, del 28 de febrer al primer de març, amb el suport de la Càtedra de Cómic, l'Associació d'Editors del País Valencià, l'Asociación Profesional de Guionistas de España i l'Institut Français.
L'edició del 2020 tingué lloc del 28 de febrer al primer de març, amb l'assistència de l'actor Jack Quaid:
el cartell presenta un Deadpool eqüestre portant la bandera de València, amb el Micalet al fons;
entre els autors convidats hi anaren el peruà Martín López, l'estatunidenc Brian Azzarello, Denis Rockmedia —l'autor de còmic més jove del món— o la il·lustradora valenciana Inma Almansa;
quant a expositors i activitats, l'Associació d'Editors del País Valencià presentà tres exposicions dedicades a la lluita contra el biaix i la violència de gènere (Silenciosa(s), Nosaltres també i Marika Vila); la presentació d'Inclusion Man, un superheroi inclusiu, i de les revistes locals Alta Tensión i Plaça del Mercat; una retrospectiva sobre el dibuixant Manuel Gago i un taller sobre personatges del còmic valencià.
Com en la Comic Con del 2018, À Punt FM participà en esta edició amb l'emissió d'alguns dels seus programes: en Podríem fer-ho millor entrevistaren Loulogio; Pròxima parada retransmeté en directe des del Saló; i en Gravetat Zero entrevistaren Nazario.